# Karl von Scholten
Karl Ferdinand Hugo von Scholten (* 21. Februar 1861 in Frankfurt/Oder; † 15. November 1935 in Grünheide/Mark) war ein akademisch ausgebildeter deutscher Kunstmaler.

## Leben und Werk
Karl von Scholten entstammte einer alten preußischen Offiziersfamilie. Er studierte in Kassel und Leipzig, von 1888 bis 1892 in Dresden mit den Schwerpunkten Landschaft und Porträt. Er lebte von etwa 1908 an in Berlin, ab 1928 in Grünheide/Mark. Der Heimatverein Grünheide besitzt ein bedeutendes, von ihm signiertes Porträt. Die meisten seiner Bilder befindet sich in Privatbesitz.